# ويليام تي ويلي
ويليام تي ويلي (بالإنجليزية: William Wiley)‏ هو رسام وأستاذ جامعي أمريكي، ولد في 21 أكتوبر 1937 في بيدفورد في الولايات المتحدة.

## وصلات خارجية
- ويليام تي ويلي على موقع ميوزك برينز (الإنجليزية)
- ويليام تي ويلي على موقع ديسكوغز (الإنجليزية)